# 蓋瑞·科爾
蓋瑞·科爾（英語：Gary Michael Cole，1956年9月20日—）是美國的一位演員和配音演員。他的演藝生涯開始於1985年。他在HBO電視喜劇《副人之仁》中飾演Kent Davidson角色，這一角色幫助他獲得自己的首個艾美獎提名。他出生在伊利諾州帕克里奇。